# Памятник Анатолию Кузнецову
Памятник Анатолию Кузнецову — небольшой монумент Анатолию Кузнецову, автору романа-документа «Бабий Яр», расположенный в Киеве на углу улиц Петропавловской и Кирилловской (бывш. Фрунзе). Памятник был установлен 29 сентября 2009 года. Скульптор Владимир Журавель. Памятник был построен на деньги «мецената, пожелавшего остаться неизвестным»

## Описание

Прообраз мальчика для памятника Анатолию Кузнецову. Киев, немецкая оккупация, осень 1941 г.

Бронзовая фигура (высотой 165 сантиметров) мальчика персонажа романа «Бабий Яр», который читает приказ киевских оккупационных властей 1941 года: «Все жиды города Киева и его окрестностей должны явиться в понедельник 29 сентября 1941 года к 8 часам утра на угол Мельниковской и Дохтуровской (возле кладбищ). Взять с собой документы, деньги, ценные вещи, а также теплую одежду, белье и проч. Кто из жидов не выполнит этого распоряжения и будет найден в другом месте, будет расстрелян. Кто из граждан проникнет в оставленные жидами квартиры и присвоит себе вещи, будет расстрелян». Этот приказ был началом конца для многих. А вблизи написано: «Чтобы прошлое не повторилось, имей смелость посмотреть ему в глаза — вся правда в романе-документе Анатолия Кузнецова». Памятник расположен вблизи дома, где жил Анатолий Кузнецов.

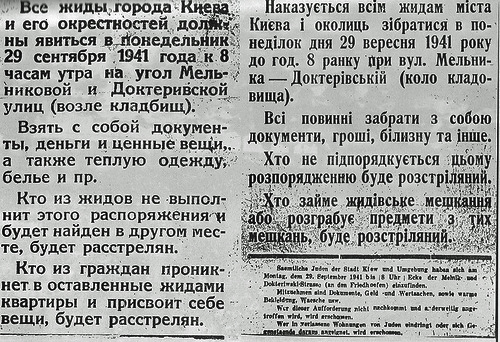
Оригинальное объявление немецкого командования.

На памятнике присутствует копия объявления немецкого командования. Однако, она искажена. Настоящее объявление было написано на русском языке, правее меньшим текстом на украинском и ещё меньшим текстом на немецком. На памятнике текст на русском языке отсутствует. Текст на немецком языке, по сравнению с оригиналом, содержит орфографические ошибки.

## Церемония открытия
Открытие памятника было произведено в виде театрального представления воссоздававшего атмосферу того времени. Улица перекрыта колючей проволокой, установлены противотанковые ежи. Группа имитаторов военных периода ВОВ, выступила в роли немецких фашистов, так же к ней были подключены кинологи с овчарками. Группа актёров, выбранная при помощи кастинга, исполняла роли евреев, которых собрали в колонну и «вели в новую жизнь» — на расстрел; тюки с вещами евреев были убраны на повозку, там же размещались дети. Громкоговорители вещали на немецком и украинском языках записи, которые действительно звучали 29 сентября 1941 года. На столбах были развешены копии объявлений и листовок того времени. Также в актёрской группе были образы украинских полицаев, предателей того времени. В открытии принимали участие школьники, которые зачитывали фрагменты из книги Кузнецова. Сильным моментов был пластический этюд, который был выполнен экс-участниками проекта «Танцюють всi», тонко поставленная хореография рассказывала истории пыток, предательства, бунта народа, бессилия и веры. Кульминацией было движение театрализованной группы (под звуки метронома) за белую завесу — в будущее, в никуда — это троеточие поставленное режиссёрами этого действа. С памятника 12 летнему Анатолию Кузнецову была снята белая ткань.
На открытие памятника из Москвы смог приехать сын писателя — Алексей Кузнецов.

## Мнения о памятнике
Алексей Кузнецов: 

Уже в ходе церемонии открытия памятника некоторые люди спрашивали меня — а стоило ли вывешивать на стене текст этого ужасного приказа? Возможно ли в художественной композиции использовать кощунственные тексты, бьющие по памяти ещё живых людей, помнящих трагедию оккупированного Киева?

Мое мнение — да, можно! Этот памятник — как обнаженный нерв, он затрагивает того, кто его видит, затрагивает сразу же и побуждает человека задуматься обо всем, что происходило в те годы и происходит сейчас. Тот, кто не знает ничего об этом приказе и о Бабьем Яре — прочтет и узнает. Тот, кто знает — может рассказать тем, кто не знает. К сожалению, много и тех, кто не знает и не хочет знать. Надеюсь, памятник сыграет свою роль в таком важном, хотя очень сложном и болезненном процессе познания.